# Swansea.com Stadium
O Swansea.com Stadium é um estádio multiúso localizado na cidade de Swansea, no País de Gales. Utilizado como casa do clube de futebol Swansea City e da equipe de rugby Ospreys, é também um centro de conferências e local utilizado para concertos de música.
Os projetos para a construção do estádio começaram devido a necessidade de um estádio adequado para as equipes da cidade de Swansea, ambas jogando em estádios ultrapassados, e a necessidade de um local em que pudessem ser realizados eventos como shows e conferências.
O local escolhido para a construção do estádio havia sido explorado por anos por mineradoras de carvão, prata e ouro, e mesmo apesar de já estar há muito abandonado, ainda havia restos dos materiais usados nessas explorações.
O terreno apresentava grandes problemas. Sendo na sua maioria de argila, foi necessária a colocação de 1500 barras de concreto entre a camada de argila e o a superfície do campo, para que as imperfeições e a acomodação do terreno não gerassem problemas futuros.
A inauguração oficial do estádio aconteceu em 23 de julho de 2005, na partida entre Swansea City e Fulham, que terminou com o placar de 1-1. Em 17 de agosto do mesmo ano aconteceu a primeira partida internacional no estádio, entre a Seleção de Gales e a Seleção da Eslovênia.
Já foi palco de shows da banda The Who e de Elton John.